# Rhithrogena soteria
Rhithrogena soteria is een haft uit de familie Heptageniidae. De wetenschappelijke naam van de soort is voor het eerst geldig gepubliceerd in 1917 door Navás.
De soort komt voor in het Palearctisch gebied.